# 대덕구 (선거구)
대전 대덕구는 대한민국의 국회의원 선거구이다. 대전광역시 대덕구 일대를 관할한다. 현 지역구 국회의원은 더불어민주당의 박정현이다.

## 역사
1989년 1월, 대전시가 대전직할시로 승격했다. 이 과정에서 대덕군이 대전직할시로 흡수되었으며 동구 오정동, 회덕동과 대덕군 신탄진읍 지역에 대덕구가 설치되었다. 이에 1992년 대한민국 제14대 국회의원 선거를 앞두고 신설되었다.

## 관할 구역
| 대수        | 관할 구역   |
| ----------- | ----------- |
| 14대 ~ 현재 | 대덕구 일원 |

## 역대 국회의원
| 선거   | 정당 | 정당         | 의원   |
| ------ | ---- | ------------ | ------ |
| 1992년 |      | 민주당       | 김원웅 |
| 1996년 |      | 자유민주연합 | 이인구 |
| 2000년 |      | 한나라당     | 김원웅 |
| 2004년 |      | 열린우리당   | 김원웅 |
| 2008년 |      | 자유선진당   | 김창수 |
| 2012년 |      | 새누리당     | 박성효 |
| 2014년 |      | 새누리당     | 정용기 |
| 2016년 |      | 새누리당     | 정용기 |
| 2020년 |      | 더불어민주당 | 박영순 |
| 2024년 |      | 더불어민주당 | 박정현 |

## 역대 선거 결과

### 대한민국 제14대 국회의원 선거
|  | 42.41% |

|  | 39.57% |

|  | 15.33% |

|  | 2.68% |

### 대한민국 제15대 국회의원 선거
|  | 49.87% |

|  | 32.25% |

|  | 9.37% |

|  | 8.50% |

### 대한민국 제16대 국회의원 선거
|  | 34.19% |

|  | 30.63% |

|  | 17.16% |

|  | 16.52% |

|  | 1.48% |

### 대한민국 제17대 국회의원 선거
|  | 50.75% |

|  | 28.67% |

|  | 13.77% |

|  | 4.40% |

|  | 1.90% |

|  | 0.47% |

### 대한민국 제18대 국회의원 선거
|  | 33.93% |

|  | 31.11% |

|  | 30.05% |

|  | 2.90% |

|  | 1.99% |

### 대한민국 제19대 국회의원 선거
|  | 50.19% |

|  | 30.99% |

|  | 18.80% |

### 2014년 대한민국 재보궐선거
|  | 57.41% |

|  | 42.58% |

### 대한민국 제20대 국회의원 선거
|  | 45.46% |

|  | 33.56% |

|  | 18.88% |

|  | 2.08% |

### 대한민국 제21대 국회의원 선거
|  | 49.39% |

|  | 46.24% |

|  | 3.01% |

|  | 0.82% |

|  | 0.51% |

### 대한민국 제22대 국회의원 선거
|  | 50.92% |

|  | 43.05% |

|  | 6.01% |